# Équipe des Pays-Bas de rugby à XIII
L'équipe des Pays-Bas de rugby à XIII est l'équipe qui représente les Pays-Bas dans les compétitions internationales. Elle regroupe les meilleurs joueurs néerlandais (ou d'origine néerlandaise) de rugby à XIII.

## Histoire et contexte
Le rugby à XIII est d'introduction récente aux Pays-Bas. On considère que son arrivée dans le Royaume date officieusement de 1989, année au cours de laquelle une équipe française militaire  rencontre une sélection d'étudiants néerlandais. En 2011, un auteur va plus loin et indique alors : «  que la presse française n'en parle pas, mais on joue beaucoup à XIII aux pays-bas, particulièrement en universitaire et scolaire ».    
La fédération, la Nederlandse Rugby League Bond, apparait au milieu des années 2000 et poursuit un développement croissant, avec la création d'un championnat national en 2015.    
L'équipe nationale bénéficie d'une attention particulière des instances internationales, qui, en l'associant avec l'équipe d'Allemagne, la font bénéficier d'un programme de développement international  en 2018. La RLIF envoie ainsi des cadres pour aider les deux nations à se développer dans tous les aspects sportifs, à bâtir des partenariats internationaux, cela avec l'appui de l’ambassade britannique des Pays-Bas. La fédération internationale assure une promotion de ce RLWC 2021 International Developpement Programme, en se rendant également dans des écoles aux Pays-Bas, et en présentant aux écoliers le Trophée Paul Barrière.     
Les liens avec l'Allemagne sont proches, puisque chaque année les deux équipes se disputent la Griffin Cup; celle-ci est attribuée à l'issue d'un match annuel entre les deux nations. Les Pays-Bas l'emportent à deux reprises en 2017 et 2018.     
En juillet 2018, ils occupent la 42ème place au classement international et sont présentés avec le statut d' « observateurs  » sur le site de la RLIF, bien que sur le même site de la fédération internationale, il est indiqué qu'ils ont atteint de le statut de « membre affilié  » en 2017.     

## Une équipe qui ne dépasse par les limites de l'Europe?
Depuis sa création l'équipe dispute régulièrement  des matchs amicaux avec des équipes européennes et dispute des tournois européens secondaires.
Mais si l'équipe participe bien aux éliminatoires de la Coupe du monde de 2008, elle ne participe pas aux éliminatoires des coupes suivantes.
A l'occasion de ces éliminatoires, les néerlandais sont d'ailleurs battus à domicile par les Russes sur le score de 14 à 40.
Il semblerait qu'aucune information officielle n'ait  été encore donnée pour expliquer cette non-participation surprenante d'une équipe pourtant existante, bénéficiant d'un statut au sein des instances internationales, et ayant sur son sol un championnat régulier.
La fédération néerlandaise aurait peut être décidé elle-même de ne pas disputer ces éliminatoires, le temps de mieux assurer la formation des joueurs locaux.